# Allium tenuicaule
Allium tenuicaule — вид рослин з родини амарилісових (Amaryllidaceae); поширений у Афганістані, Пакистані, Ірані, Таджикистані, Узбекистані.

## Опис
Цибулин 2–6, скупчені, яйцюваті. Стеблини до 20 см завдовжки. Листків 2–3, ниткоподібні, звивисті. Листочки оцвітини темно-пурпурні, яйцюваті, 6–7 мм завдовжки, ланцетні, від тупих до гострих.

## Поширення
Поширення: Афганістан, північно-східний Іран, Пакистан, Таджикистан, Узбекистан.